# Luis Abarca de Bolea y Almazán
Luis Abarca de Bolea y Almazán (Madrid, 2 de septiembre de 1617-Maella, 15 de octubre de 1653) II marqués de Torres, fue un noble, militar y escritor español.

## Vida
Era hijo de Martín Abarca de Bolea y Fernández, I marqués de Torres, y de Ana Catalina Pérez de Almazán, hija de los condes de Fuentes. Ambos progenitores eran naturales de Zaragoza, aunque Luis nació en Madrid, bautizado el 2 de septiembre en la iglesia de San Martín de la capital. Era nieto de Martín Abarca de Bolea y Castro, poeta y humanista aragonés, y sobrino de Ana Francisca Abarca de Bolea, poetisa de cierta importancia, sobre todo por sus escritos en aragonés.
Residente en la corte durante su niñez como ajenjo o menino de la reina Isabel de Borbón. Aunque niño, en 1623 el rey Felipe IV le otorgó el hábito de la Orden de Santiago, con título concedido finalmente el 13 de diciembre de 1625. Estudió en las universidades de Alcalá, Zaragoza y los Estudios Reales de Madrid. En 1639 servía como gentilhombre de boca del monarca y cuando llegó a la edad adulta ingresó en el ejército de Flandes con el grado de Capitán de Corazas de los estados de Flandes, y el rey lo puso al frente de uno de los Tercios de Infantería, donde se convirtió en un militar de prestigio.
Se casó con Catalina Bárbara de Ornés; entre sus hijos se encuentra el sucesor, Bernardo Abarca de Bolea.

### Ámbito artístico
Es conocido también por su vertiente literaria, como poeta fundamentalmente. Además fue un destacado mecenas de obras literarias de ingenios aragoneses. Según Jerónimo de San José procuró siempre favorecer a los estudiosos y su divulgación. De hecho, en 1649 se celebró un certamen poético en la ciudad de Huesca con motivo de las segundas nupcias de Felipe IV con María Ana de Austria. El acto fue propuesto, presidido y sufragado económicamente por el marqués de Torres y, por otra parte, también participó con la composición de unos versos en honor de los monarcas, después publicado conjuntamente con José Félix de Amada y Torregrosa. Falleció poco después de la celebración del certamen, hacia 1653 o 1654, como lo atestigua el canónigo Manuel de Salinas y Lizana en su «Epístola» de la obra Catorce vidas de Santas de la Orden del Cister. Le sucedió en los títulos su hijo Bernardo, en ese momento todavía un niño, que quedó bajo la tutela de su madre.

## Obra
Su faceta como poeta fue destacada, muy alabada y celebrada por su calidad literaria, además, en su familia había antecedentes de obra escrita, especialmente de su padre, que también cultivó la poesía. Entre sus obras se encuentran las que se publicaron sufragadas por él mismo, y después hay una serie de poesías integradas en otras obras.

### Publicaciones
- Palestra numerosa Austríaca en la victoriosa Ciudad de Huesca en el augustísimo Consorcio de los Católicos Reyes de España D. Felipe IV y Doña Mariana de Austria. Huesca, 1650.
- Certamen literario en el talamo de Philipo Quarto y Mariana de Austria . Huesca: Juan Francisco de Larumbe, 1649.
- «Dedicatorias a Felipe IV ya D. Luis Méndez de Haro» en San José, Fray Jerónimo de. Genio de la Historia ... Zaragoza: Luis Abarca de Bolea, 1651.
- Memorial (es una obra sin portada)

### Poesías diversas
- A Alonso Pérez, Padre del Doctor Yuan Perez de Montalbán. Soneto» en Grande de Tena, Pedro. Lágrimas del ... Dr. Yuan Pérez de Montalbán ... Madrid, 1639.
- «Soneto» en Salazar Mardones, Cristóbal de. Ilustración y defensa de la Fabulo de Piramo y Tisbe. Madrid: 1636.
- «Al Autor. Soneto» en Moncayo y Gurrea, Juan de. Rimas. Zaragoza, 1652.
- «Al Autor. Soneto» en Díez y Foncalda, Alberto. Poesías varias, vol. I. Zaragoza, 1653.